# Harry Schreck

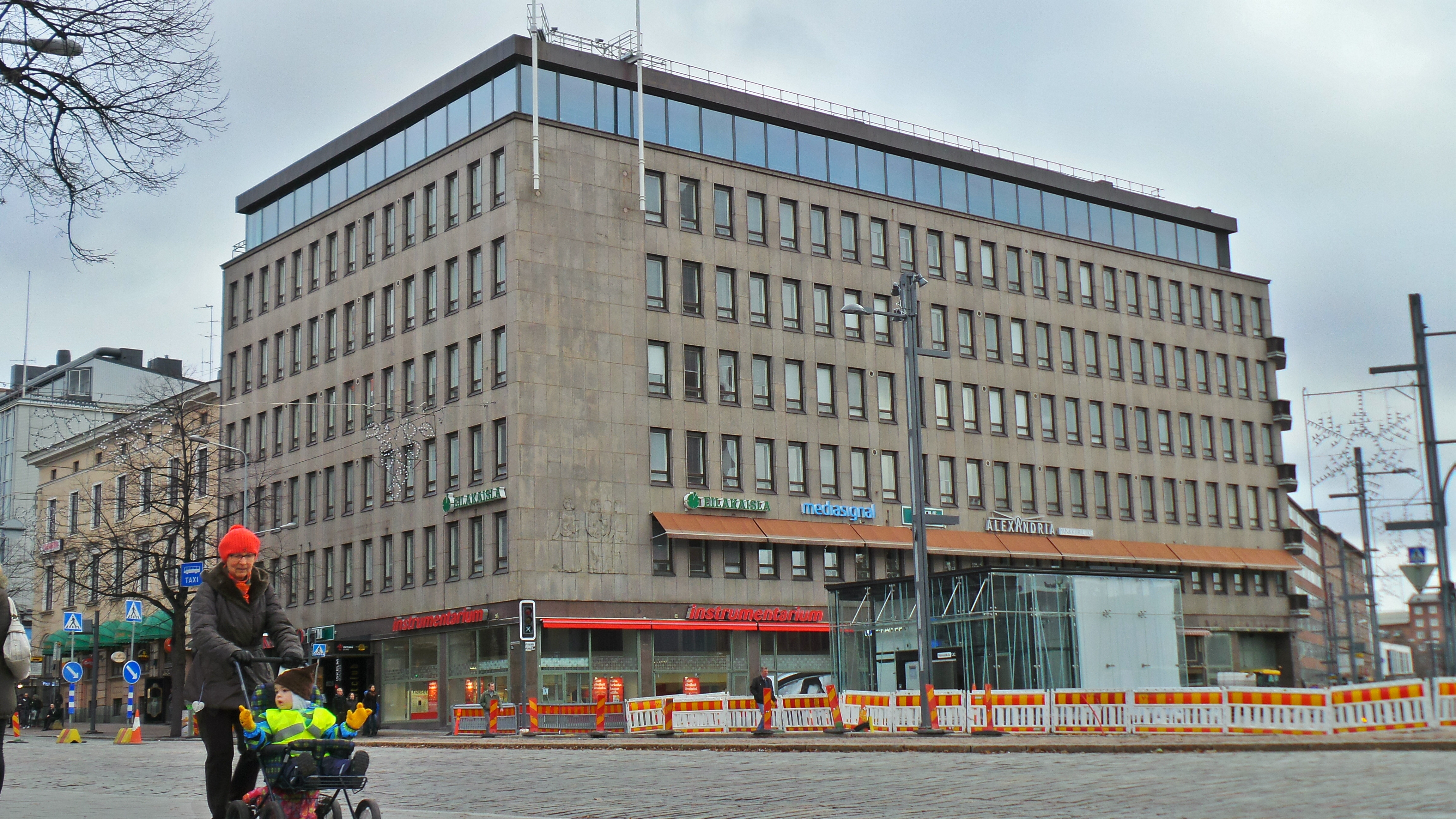
Finlands Bank i Tammerfors.

Harry Wilhelm Schreck, född 25 oktober 1904 i Tammerfors, död där 13 november 1995, var en finländsk arkitekt. 
Schreck tjänstgjorde vid Byggnadsstyrelsen 1936–1948 och vid Finlands Bank 1945–1962. Han ritade en rad bankhus, däribland sparbankerna i Tyrvis, Hauho och Jyväskylä, Finlands Bank i Tammerfors (1941–1942), Tammerfors sparbank (1952) och Finlands Banks sedeltryckeri i Helsingfors. I Tammerfors ritade han även Pynike simhall (1956) samt tornhusgruppen Kaleva, Teisko och Ilari (1949–1956). I övrigt ritade han industri-, kontors- och bostadsbyggnader i bland annat Tammerfors.